# 조윤정 (테니스 선수)
조윤정(趙倫貞, 1979년 4월 2일~)은 대한민국의 은퇴한 여자 테니스 선수이다. 개인 통산 1개의 WTA 투어 복식 타이틀을 획득했다(2004년 한솔 코리아 오픈). 그녀의 그랜드 슬램 최고 성적은 2005년 US 오픈에서 3회전에 진출한 것이다. 이 대회 1회전에서 그녀는 아란차 파라 산토냐에게 2-1로 승리했으며 2회전에서는 27번 시드의 기셀라 둘코를 꺾었다. 그리고 3회전에서 당시 세계 랭킹 7위였던 쥐스틴 에넹에게 0-6, 6(4)-7로 패했다. 단식 최고 랭킹은 2003년 7월 기록한 45위이며, 복식 최고 랭킹은 2003년 9월 기록한 98위이다. 단식 세계 랭킹 45위는 역대 한국 여자 테니스 선수 중 이덕희 다음 기록이다.
2006년 3월 허리 부상으로 정상적인 기량을 유지하지 못했던 조윤정은 2007년 US 오픈을 마지막으로 투어 활동을 중단했다. 2008년에는 챌린저급 대회 복식에 다섯 차례 출전해 두 번 준우승했으며, 제89회 전국체육대회 테니스 단체전에 대구 대표로 출전했다. 2008년 10월 26일 송파구 방이동 올림픽공원 테니스코트에서 공식 은퇴식을 갖고 은퇴하였으며, 이후 소속팀인 삼성증권에서 코치로서 새로운 활동을 시작하였다.

## WTA 투어 결승 (5)
| 대회 종류              |
| 그랜드 슬램 타이틀 (0) |
| WTA 투어 대회 (0)      |
| 티어 I (0)             |
| 티어 II (0)            |
| 티어 III (0)           |
| 티어 IV-V (1)          |

### 복식 우승 (1)
| No. | 일시       | 대회                   | 코트 | 파트너 | 결승 상대팀     | 스코어        |
| 1.  | 2004-10-03 | 한솔 코리아 오픈, 서울 | 하드 | 전미라 | 좡자룽 셰수웨이 | 6–3, 1–6, 7–5 |

### 단식 준우승 (3)
| No. | 일시             | 대회                                     | 개최지   | 코트 | 결승 상대              | 스코어           |
| 1.  | 2002년 11월 10일 | 파타야 여자 오픈                         | 파타야   | 하드 | 안젤리크 위자야        | 6–2, 6–4         |
| 2.  | 2003년 1월 5일   | ASB 클래식                               | 오클랜드 | 하드 | 엘레니 다닐리두        | 6–4, 4–6, 7–6(2) |
| 3.  | 2006년 1월 13일  | 리차드 루튼 프로퍼티스 캔버라 인터내셔널 | 캔버라   | 하드 | 아나벨 메디나 가리게스 | 6–4, 0–6, 6–4    |

### 복식 준우승 (1)
| No. | 일시            | 대회                       | 개최지   | 코트 | 파트너                | 결승 상대팀             | 스코어      |
| 1.  | 2003년 7월 27일 | 뱅크 오브 더 웨스트 클래식 | 스탠포드 | 하드 | 프란체스카 스키아보네 | 카라 블랙 리사 레이몬드 | 7–6(5), 6–1 |

## 그랜드 슬램 성적 연대표

### 단식
| 연도 | 호주 오픈    | 호주 오픈     | 프랑스 오픈  | 프랑스 오픈 | 윔블던       | 윔블던                | US 오픈      | US 오픈       |
| 2001 | -            | -             | -            | -           | -            | -                     | 1회전 (64강) | E. 데멘티에바 |
| 2002 | 1회전 (64강) | S. 쿠즈네초바 | 1회전 (64강) | 찬다 루빈   | -            | -                     | 3회전 (16강) | 모니카 셀레스 |
| 2003 | 2회전 (32강) | M. 말리바     | 1회전 (64강) | I. 마욜리   | 2회전 (32강) | 스베틀라나 쿠즈네초바 | 1회전 (64강) | 마구이 세르나 |
| 2005 | -            | -             | 1회전 (64강) | P. 슈나이더 | 2회전 (32강) | K. 스레보트니크       | 3회전 (16강) | 쥐스틴 에넹   |
| 2006 | 1회전 (64강) | 킴 클리스터스 | -            | -           | -            | -                     | -            | -             |
| 2007 | -            | -             | -            | -           | -            | -                     | 1회전 (64강) | L. D. 리노    |

※ 왼쪽은 최종 진출 라운드, 오른쪽은 마지막 경기 상대 선수를 나타냄.

### 복식
| 연도 | 호주 오픈                | 호주 오픈             | 프랑스 오픈              | 프랑스 오픈       | 윔블던                 | 윔블던                      | US 오픈                | US 오픈                |
| 1998 | -                        | -                     | -                        | -                 | 1회전 (32강) 박성희    | M. 드레이크 L. 오스털로     | 1회전 (32강) 박성희    | M. 드 슈워츠 D. 그래햄 |
| 1999 | 1회전 (32강) 박성희      | L. 코트와 D. 빌리어스 | -                        | -                 | -                      | -                           | -                      | -                      |
| 2003 | -                        | -                     | -                        | -                 | -                      | -                           | 2회전 (16강) S. 스토서 | P. 먼둘러 P. 바르투쉬  |
| 2004 | -                        | -                     | -                        | -                 | 1회전 (32강) L. 그랜빌 | S. 쿠즈네초바 I. 리코브체바 | -                      | -                      |
| 2005 | -                        | -                     | 1회전 (32강) A. 모리가미 | E. 르와트 N. 프랫 | -                      | -                           | -                      | -                      |
| 2006 | 1회전 (32강) A. 나카무라 | S. 브레몽 S. 스파르   | -                        | -                 | -                      | -                           | -                      | -                      |

※ 왼쪽은 최종 진출 라운드 및 파트너, 오른쪽은 마지막 경기의 상대팀을 나타냄.